# Рождество Богородично (Нисия)
Вижте пояснителната страница за други значения на Рождество Богородично.
„Рождество Богородично“ (на гръцки: Γενεθλίου της Θεοτόκου) е възрожденски православен храм, на около 2 километра южно от воденското село Нисия, Гърция, част от Воденската, Пелска и Мъгленска епархия.
Църквата е забележителна сграда от 1741 година с ценна оригинална живопис. В 1969 година е обявена за паметник на културата.
Към началото на XXI век храмът е запуснат и е в руини.